# Chronologie de la numismatique
Cette page propose un accès chronologique aux événements numismatiques depuis l'Antiquité à nos jours.
En italique sont indiquées les années futures pour lesquelles seules des prévisions ou estimations peuvent être faites.
avant 1900 - 1900 - 1910 - 1920 - 1930 - 1940 - 1950 - 1960 - 1970 - 1980 - 1990 - 2000 - 2010 - 2020 -

## Avant1900
- Chronologie de la numismatique pendant l'Antiquité :
- Ve – XIIe siècles en numismatique :
- XIIIe siècle en numismatique :
- XIVe siècle en numismatique :
- XVe siècle en numismatique :
- XVIe siècle en numismatique :
- XVIIe siècle en numismatique :
- XVIIIe siècle en numismatique :
- XIXe siècle en numismatique :

## Années 1900
- 1900 en numismatique :
- 1901 en numismatique :
- 1902 en numismatique :
- 1903 en numismatique :
- 1904 en numismatique :
- 1905 en numismatique :
- 1906 en numismatique :
- 1907 en numismatique :
- 1908 en numismatique :
- 1909 en numismatique :

## Années 1910
- 1910 en numismatique :
- 1911 en numismatique :
- 1912 en numismatique :
- 1913 en numismatique :
- 1914 en numismatique :
- 1915 en numismatique :
- 1916 en numismatique :
- 1917 en numismatique :
- 1918 en numismatique :
- 1919 en numismatique :

## Années 1920
- 1920 en numismatique :
- 1921 en numismatique :
- 1922 en numismatique :
- 1923 en numismatique :
- 1924 en numismatique :
- 1925 en numismatique :
- 1926 en numismatique :
- 1927 en numismatique :
- 1928 en numismatique : en France, création du franc Poincaré.
- 1929 en numismatique :

## Années 1930
- 1930 en numismatique :
- 1931 en numismatique :
- 1932 en numismatique :
- 1933 en numismatique :
- 1934 en numismatique :
- 1935 en numismatique :
- 1936 en numismatique :
- 1937 en numismatique :
- 1938 en numismatique :
- 1939 en numismatique :

## Années 1940
- 1940 en numismatique :
- 1941 en numismatique :
- 1942 en numismatique :
- 1943 en numismatique :
- 1944 en numismatique :
- 1945 en numismatique : en France, le 4 juin, le plus gros échange de billets de son histoire monétaire.
- 1946 en numismatique :
- 1947 en numismatique :
- 1948 en numismatique :
- 1949 en numismatique :

## Années 1950
- 1950 en numismatique :
- 1951 en numismatique :
- 1952 en numismatique :
- 1953 en numismatique :
- 1954 en numismatique :
- 1955 en numismatique :
- 1956 en numismatique :
- 1957 en numismatique :
- 1958 en numismatique :
- 1959 en numismatique :

## Années 1960
- 1960 en numismatique : en France, passage au nouveau franc.
- 1961 en numismatique :
- 1962 en numismatique :
- 1963 en numismatique :
- 1964 en numismatique :
- 1965 en numismatique :
- 1966 en numismatique :
- 1967 en numismatique :
- 1968 en numismatique :
- 1969 en numismatique :

## Années 1970
- 1970 en numismatique :
- 1971 en numismatique :
- 1972 en numismatique :
- 1973 en numismatique :
- 1974 en numismatique :
- 1975 en numismatique :
- 1976 en numismatique :
- 1977 en numismatique :
- 1978 en numismatique :
- 1979 en numismatique :

## Années 1980
- 1980 en numismatique :
- 1981 en numismatique :
- 1981 en numismatique :
- 1982 en numismatique :
- 1983 en numismatique :
- 1984 en numismatique :
- 1985 en numismatique :
- 1986 en numismatique :
- 1987 en numismatique :
- 1988 en numismatique :
- 1989 en numismatique :

## Années 1990
- 1990 en numismatique :
- 1991 en numismatique :
- 1992 en numismatique :
- 1993 en numismatique :
- 1994 en numismatique :
- 1995 en numismatique :
- 1996 en numismatique :
- 1997 en numismatique :
- 1998 en numismatique :
- 1999 en numismatique : lancement de la monnaie unique européenne, l'euro.

## Années 2000
- 2000 en numismatique :
- 2001 en numismatique :
- 2002 en numismatique : l'euro devient monnaie fiduciaire.
- 2003 en numismatique :
- 2004 en numismatique :
- 2005 en numismatique :
- 2006 en numismatique :
- 2007 en numismatique :
- 2008 en numismatique :
- 2009 en numismatique :

## Années 2010
- 2010 en numismatique :
- 2011 en numismatique :
- 2012 en numismatique :
- 2013 en numismatique :
- 2014 en numismatique :
- 2015 en numismatique :
- 2016 en numismatique :
- 2017 en numismatique :
- 2018 en numismatique :
- 2019 en numismatique :

## Années 2020
- 2020 en numismatique :
- 2021 en numismatique :
- 2022 en numismatique :
- 2023 en numismatique :
- 2024 en numismatique :
- 2025 en numismatique :
- 2026 en numismatique :
- 2027 en numismatique :
- 2028 en numismatique :
- 2029 en numismatique :